# أبو المعالي الحزيري
أبو المعالي سعد بن علي الحزيري، المعروف غالبًا بدلال الكتب (تاجر الكتب) (عاش في القرن الثاني عشر الميلادي)، كان تاجر كتب وكاتبًا وأديبًا من العراق. اشتهر بتأليف أول نص عربي معروف مخصص بالكامل للألغاز، وهو كتاب الإعجاز في الألغاز.

## حياته
يشير لقب الحزيري إلى موطنه، قرية الحزيرة، الواقعة إلى الشمال من بغداد. انتقل إلى بغداد في وقت مبكر من حياته.:251 هناك جاء ليؤسس مكتبة في باب بدر بسوق الكتب في بغداد، والتي أصبحت نقطة محورية في الحياة الفكرية للمدينة حتى أصبحت مسرحًا للمقامة البغدادية للوهراني (ت 575/1179)؛ يتحدث هذا العمل عن دكان الشيخ أبي المعالي، ويصفه ببستان المعرفة، وأرشيف العرب، كما قال أن دكانه له نصيب في كل فن من فنون العلم.:252
في وقت أو آخر، سافر الحزيري إلى سوريا ومن ثم إلى المدينة المنورة ومكة للحج، ولكن يبدو أنه كان يقيم في بغداد. :252
كان من بين معلمي الحزيري الجوالقي (ت. 539/1144-45)، وابن الشجري (ت. 542/1147-48)، وشبكته الواسعة من الزملاء شملت الواعظ أبو منصور العبادي (491-547/1098-1152-53)، والزاهد أبو عبد الله الفارقي (ت. 564/1168-69)، والشاعر الشهير ابن أفلح (ت. 535-37/1141-43)، والكاتب عماد الدين الأصبهاني (519-97/1125-1201)، والطبيب الحكيم المغربي (ت 549/1154)، والنحوي ابن الخشاب (492-567/1099-1172). :251-52وكان من بين رعاته الخليفتين المقتفي (حكم 530-555/1136-1160) والمستنجد (حكم 555-566/1160-1170).:251

## أعماله
تكريمًا لكتابات صديقه أبو منصور العبادي، يُقال إن الحزيري ألف ديوان النور البادي من كلام العبادي، مع الكلم الفارقية في الكلام الإلهية تكريمًا لأبي عبد الله الفارقي. كما أهدى إلى الخليفة المقتفي كتابه "لمح الملاح"، وهو مختارات تركز على أمثلة من الطرافة من الشعر والنثر. وقد ضاع كتابه "زينة الدهر وأسر أهل العصر" بالكامل تقريبًا، ولكن من المعروف أنه أثر على كتاب الخريدة للأصفهاني. لقد نجت عشرون رسالة خاصة له، تميز أسلوبها أيضًا بالتشابه اللفظي، إلى جانب عدد من القصائد، معظمها مقولات قصيرة (وخاصة مقولات قصيرة عن الحب). :252-53
ومع ذلك، فقد نجا عمل واحد للحزيري بالكامل: كتابه "الإعجاز في الأحجي والألغاز برسم الأمير قيماز"، الذي كلفه الأمير مجاهد الدين قيماز الزيني (ت 595/1198-1199) وأهداه إليه، ومنه أربع مخطوطات معروفة:
1. مشهد، مكتبة حرم الإمام الرضا، أدبيات (15)، رقم 2
2. دار الكتب المصرية، الأدب رقم 498 (٢١٥ ورقة). القرن الثامن الهجري
3. دار الكتب المصرية، بلاطة تيمور، رقم 71. 1299هـ/1881-1882م.
4. الكاظمية، بغداد، مكتبة الدكتور حسين علي محفوظ. نسخة محفوظ من مخطوطة مشهد.

ويبدو أنه ألَّفه في عهد الخليفة المقتفي (1136-1160م). على الرغم من طباعة بعض القصائد منه، إلا أنه لليوم لم يُحرر ويُنشر العمل بالكامل. ووفقًا للمقدمة، فبعد عودته من الحج، كان مجاهد الدين قيماز، الذي استمتع أثناء رحلته بالألغاز بينما كان رفاقه يشاركون بشغف في مسابقات الألغاز، يبحث عن كتاب في هذا الموضوع، ولما لم يجد، كلف الحزيري بتأليف هذا العمل.
في مخطوطة الأدب رقم 498، يبدأ الكتاب بمقالة من ستة عشر صفحة عن الألغاز، تليها مختارات من الألغاز تبلغ حوالي مائتي صفحة. :253-54 تتناول المقالة التمهيدية انتقادات لشكل الألغاز، وأمثلة من أدبيات الحديث تظهر شرعية الألغاز، وتصنيف الحزيري لأنواع الألغاز المختلفة، والمصطلحات العربية التي تشير إلى الألغاز. وهو أول مناقشة جوهرية باقية عن الألغاز باللغة العربية. :254-61
تحتوي المختارات نفسها، في دار الكتب المصرية، رقم 498، على 863 لغزًا (823 شعرًا، بإجمالي حوالي 3300 سطر، و40 نثرًا)، منها 600 تُنسب إلى مؤلفين معينين؛ وسمى 94 ممن مؤلفًا وممن حلها. يبدو أن حوالي 640 من الألغاز لم تٌسجَّل في أي مكان آخر. ويقدم الحزيري عادة تفسيرات لكل لغز، وعادة ما تكون تفسيراته الخاصة (ولكنه يستشهد بـ 18 قصيدة حل و 11 تفسيرًا نثريًا من آخرين)، بالإضافة إلى التعليق على جودتها؛ يترك أربعة وأربعين لغزًا دون حل للقراء. معظم الألغاز هي ألغاز حقيقية (تعتمد على الاستعارة وحدها)، ولكن 111 منها هي ألغاز مُعَمَّمات (ألغاز تعتمد على الكشف عن الحروف التي تتكون منها الحل)، وهي تشبه علم التعمية (التشفير) الذي انتشر عند المسلمين وقتئذٍ. :261-64
المؤلفون الممثلون بشكل بارز في المختارات هم: :264-66
- ذو الرمة (3 قصائد؛ 715)
- أبو نواس (7 قصائد؛ ت 814)
- ابن المعتز (4 قصائد، 3 منها مذكورة بشكل مجهول؛ ت. 908)
- أبو الفضل بن العميد (3 قصائد؛ ت. 970)
- السري الرفاء (10 قصائد؛ ت. 973)
- أبو طالب المأموني (24 قصيدة؛ ت. 993)
- الصاحب بن عباد (4 قصائد؛ ت: 995)
- بديع الزمان الهمداني (22 قصيدة؛ ت. 1007)
- أبو هلال العسكري (29 قصيدة؛ ت. 1010)
- مهيار الديلمي (16 قصيدة؛ ت. 1037)
- أبو العباس الضبي (9 قصائد؛ فلوريدا ج. 1000)
- أبو الحسن الجهرمي (20 قصيدة؛ ت. 1042)
- أبو القاسم بن المطرز (19 قصيدة؛ ت. 1047-48)
- أبو العلاء المعري (112 قصيدة؛ ت. 1057)
- الشاكر البصري (74 قصيدة وعشرة ألغاز نثرية؛ النصف الثاني من القرن الحادي عشر)
- أبو علي بن شبل (11 قصيدة؛ ت. 1080-82)
- ابن نقية (10 قصائد؛ ت. 1092)
- ابن التلميد (5 قصائد؛ ت. 1165)[1]